# Araneus corbita
Araneus corbita är en spindelart som först beskrevs av Ludwig Carl Christian Koch 1871.  Araneus corbita ingår i släktet Araneus och familjen hjulspindlar.
Artens utbredningsområde är Samoa. Inga underarter finns listade i Catalogue of Life.